# Critique de la raison cynique
Ne doit pas être confondu avec Critique de la raison pure, Critique de la raison pratique ou Critique de la raison dialectique.
La Critique de la raison cynique (Kritik der zynischen Vernunft) est un ouvrage du philosophe allemand Peter Sloterdijk, publié en 1983 en écho au bicentenaire de la célèbre Critique de la raison pure (Kritik der reinen Vernunft) d'Emmanuel Kant, publiée en 1781. Le livre est traduit en français chez Christian Bourgois en 1987 par Hans Hildenbrand.

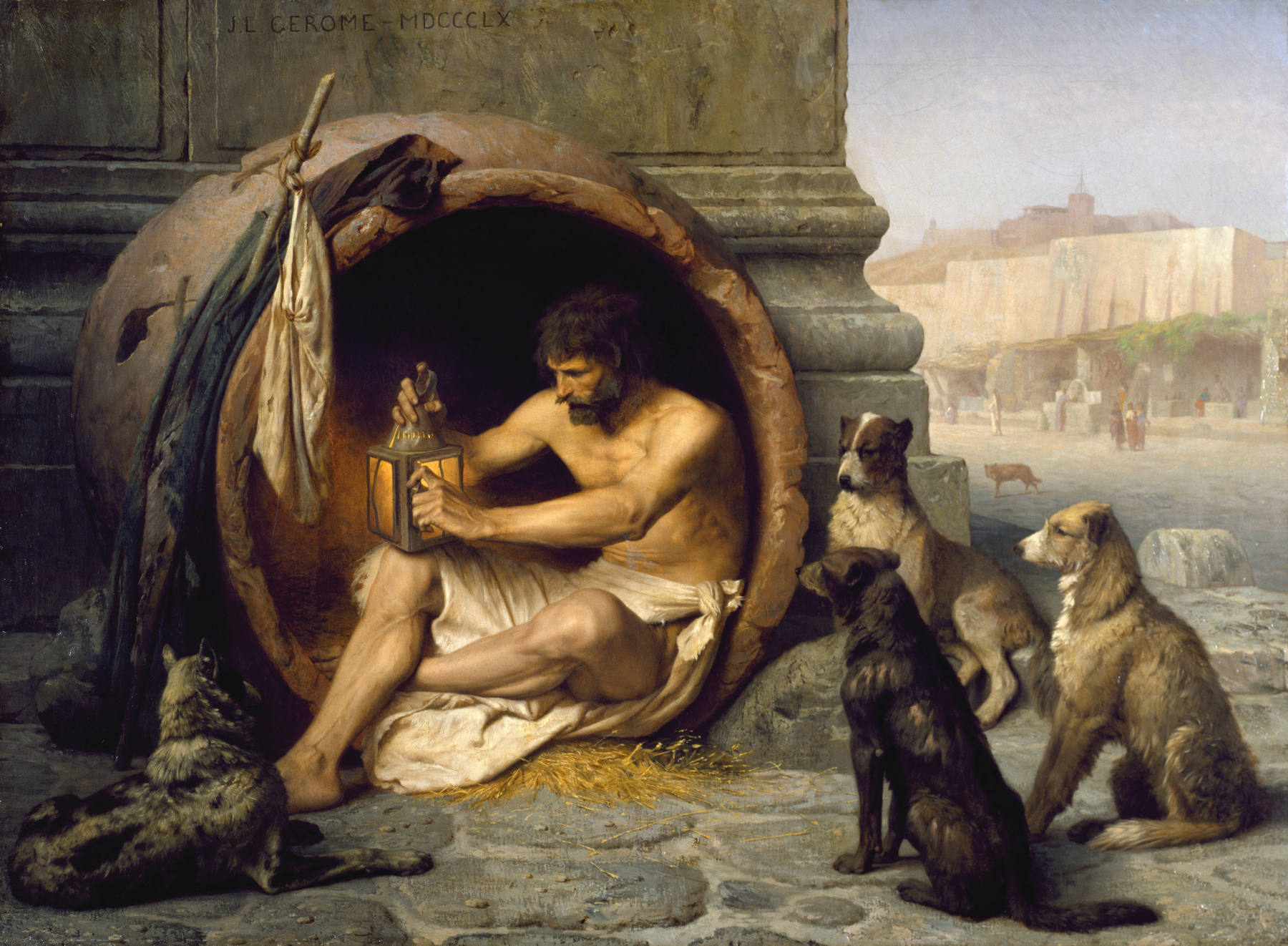
Diogène le Cynique par Gérôme (1860).

Critique de la modernité et du rationalisme, s'inspirant de la philosophie de Martin Heidegger, l'auteur constate que l'époque actuelle est ébranlée par sa croyance aux principes des Lumières, de l'Aufklärung. La lutte contre l'obscurantisme, en prônant le développement des « lumières de la raison », ne peut plus être à l'ordre du jour. Sloterdijk lui oppose le cynisme inspiré des cyniques grecs et qu'il appelle « kunisme » (en allemand Kynismus) pour le distinguer du cynisme (Zynismus) de notre temps; c'est ce kunisme qui peut être envisagé comme un remède, voire un dépassement de la situation d'impasse dans laquelle se trouve pris, aux yeux de l'auteur, le projet des Lumières. Il permettrait donc de construire la rationalité moderne dans le sens d'une nouvelle Aufklärung.
En Allemagne, le livre a rencontré un très grand succès de librairie, tel qu'on n'en avait plus vu depuis des décennies pour un ouvrage de philosophie.

## Traduction
- Critique de la raison cynique, traduit de l'allemand par Hans Hildenbrand, Paris, Christian Bourgois, 1987, 672 p. (ISBN 2-267-00527-1)